# Janowo (powiat bytowski)
Janowo (dodatkowa nazwa w j. kaszub. Janowò) – kolonia w Polsce położona w województwie pomorskim, w powiecie bytowskim, w gminie Lipnica.
Kolonia  kaszubska położona na obszarze Kaszub zwanym Gochami, wchodzi w skład sołectwa Brzeźno Szlacheckie.
W latach 1975–1998 miejscowość administracyjnie należała do województwa słupskiego.